# Kelly Rowland
Kelendria Trene Rowland, professionellt känd som Kelly Rowland, född 11 februari 1981 i Atlanta, Georgia, är en amerikansk sångare, låtskrivare och skådespelare. Under mitten av 1990-talet blev hon känd som en av grundarna av det amerikanska bandet Destiny's Child, en av världens bästsäljande musikgrupper. Hennes arbete har bidragit till flera priser och nomineringar, däribland en stjärna på Hollywood Walk of Fame (tillsammans med Destiny's Child), fyra Grammy Awards, två Billboard Music Awards och en Soul Train Music Award. Rowland har även uppmärksammats av American Society of Culture Critics för sitt arbete inom musik och teater. Som soloartist har hon fram till november 2012 sålt 40 miljoner skivor internationellt.
Under ett uppehåll med Destiny's Child släppte Rowland sin solodebut Simply Deep (2002) som innehöll världsettan "Dilemma" (med rapparen Nelly) och den internationella topp tio-noteringen "Stole". Skivan toppade Storbritanniens albumlista UK Albums Chart och sålde över 2,5 miljoner exemplar världen över. Efter att Destiny's Child splittrats släppte Rowland sitt andra studioalbum Ms. Kelly (2007) som innehöll de två internationella topp tio-hitsen "Like This" (med rapparen Eve) och "Work". Sångerskans andra världsetta blev med David Guettas danspoplåt "When Love Takes Over". Rowlands tredje studioalbum Here I Am blev hennes första albumetta på Billboards lista Top R&B/Hip-Hop Albums. Skivan innehöll den platinabelönade R&B-ettan "Motivation" (med rapparen Lil Wayne).
Utöver musiken har Kelly Rowland även rönt framgångar som skådespelare och TV-personlighet. År 2002 kom hennes debut med gästroller i TV-serierna The Hughleys och Taina. Hon syntes senare i flera filmer så som Freddy vs. Jason (2003), The Seat Filler (2004) och Think Like a Man (2012). År 2007 var hon körmästare i realityserien Clash of the Choirs och år 2009 deltog hon i Bravos serie The Fashion Show med Isaac Mizrahi. Under 2011 var hon domare i den åttonde säsongen av den brittiska versionen av The X Factor men valde att hoppa av följande år. År 2012 blev hon domare i den första säsongen av den australiensiska serien Everybody Dance Now.

## Liv och karriär

### 1981–96: Tidiga år
Kelendria Trene Rowland föddes i Atlanta, Georgia den 11 februari 1981. Hon är dotter till Doris Rowland Garrison och Christopher Lovett. När Kelendria var sju år tog hennes mamma med sig henne och lämnade pappan som var alkoholist. Ett år senare flyttade de till Houston. Rowland blev medlem i en dans- och rappgrupp tillsammans med Beyoncé Knowles och vännen LaTavia Roberson. Gruppen, vid namn Girl's Tyme, bestod av sex medlemmar. Arne Frager, en R&B-kompositör från USA:s västkust, flög till Houston för att träffa dem och bokade senare in dem i sin inspelningsstudio The Plant Recording Studio i Norra Kalifornien. I ett försök att få gruppen att bli upptäckta av ett stort skivbolag debuterade han dem i Star Search, USA:s då största TV-sända talangtävling som tidigare fått fram barnidoler som Tracie Spencer och Aaliyah. De deltog men förlorade tävlingen.
Mathew Knowles, Beyoncés pappa, sa upp sig från sitt jobb som försäljare av sjukhusutrustning för att kunna bli gruppens manager. Han skapade ett "träningsläger" åt flickorna och under samma tid flyttade Rowland in hos familjen Knowles. En tid senare kortade Mathew ner gruppen till tre medlemmar. År 1993 utökades Girl's Tyme till fyra med LeToya Luckett. Ungdomarna övade danssteg i Tina Knowles hårsalong och på bakgårdar och uppträdde som förband åt andra etablerade tjejgrupper. De sjöng inför skivbolagscheferna på Elektra Records som erbjöd dem ett skivkontrakt. Dessvärre tvingades tjejerna lämna bolaget några månader senare innan de hunnit släppa något album.

### 1997–01: Genombrott med Destiny's Child
Gruppen beslutade att ändra namn till Destiny's Child som kom från ett stycke ur Jesaja. Tillsammans uppträdde de på lokala tillställningar och blev så småningom anställda av Columbia Records. År 1997 debuterade gruppen med låten "Killing Time" från soundtrackalbumet till filmen Men in Black. Följande år släpptes deras debutalbum Destiny's Child som innehöll topp-noteringen "No, No, No". Skivan cementerade gruppen i musikindustrin med blygsam försäljning och tre Soul Train Lady of Soul Awards. Gruppens större genombrott kom med utgivningen av det andra studioalbumet The Writing's on the Wall (1999) som flerfaldigt platinabelönades. Skivan innehöll några av gruppens allra populäraste låtar så som "Bills, Bills, Bills", "Jumpin' Jumpin'" och "Say My Name". Den sistnämnda blev deras framgångsrikaste singelutgivning och signaturlåt. "Say My Name" vann två Grammy Awards i kategorierna "Best R&B Performance by a Duo or Group with Vocals" och "Best R&B Song". The Writing's on the Wall sålde över 15 miljoner exemplar internationellt.

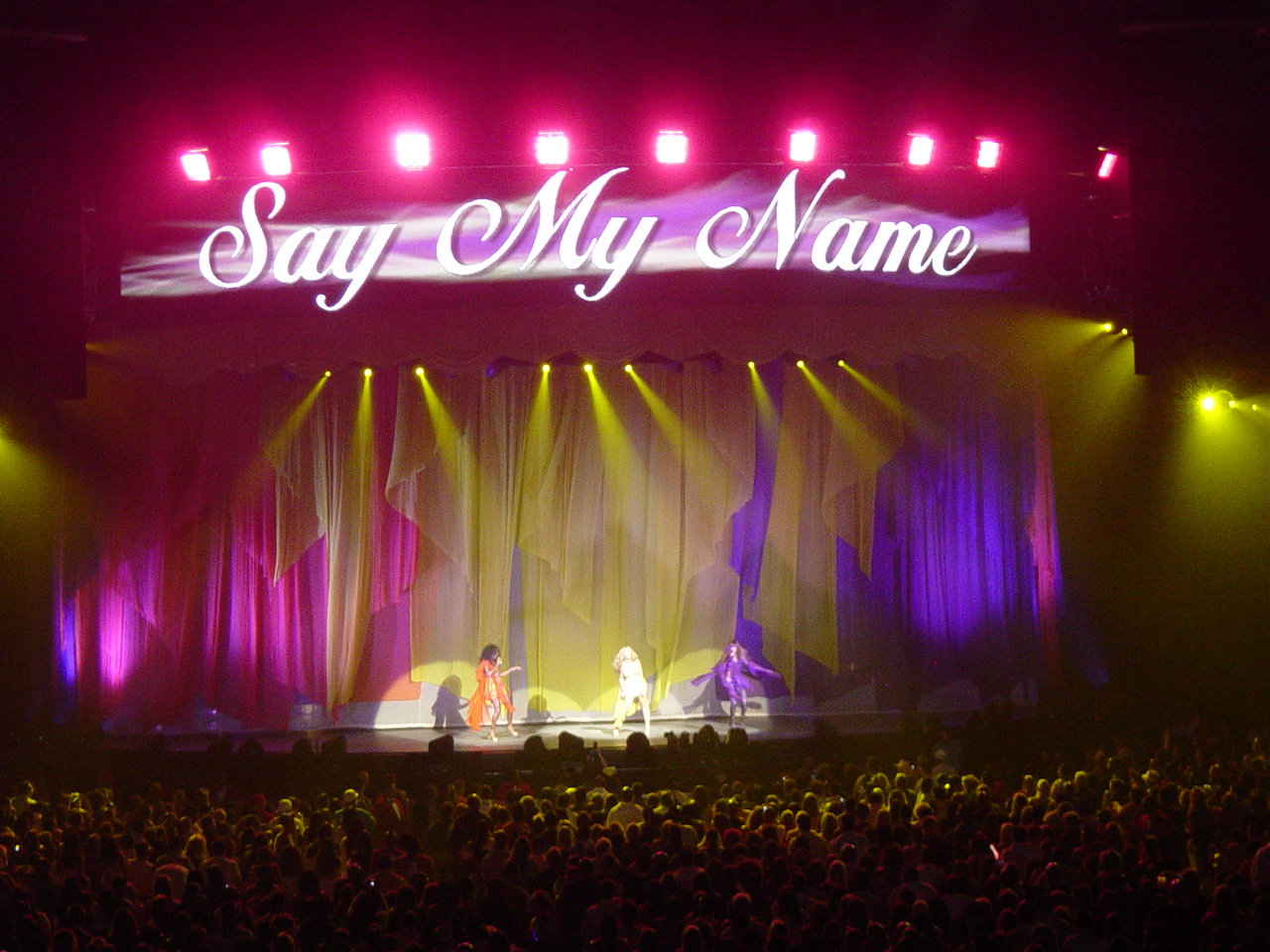
Destiny's Child framför deras signaturhit "Say My Name" under turnén Destiny Fulfilled ... And Lovin' It.

Efter de stora kommersiella framgångarna blev Destiny's Child huvudämne i kvällspressen när Michelle Williams och Farrah Franklin ersatte LeToya Luckett och LaTavia Roberson som officiella gruppmedlemmar, utan de två sistnämnda sångerskornas vetskap. Efter gruppens superframgångar sedan mitten av 1990-talet ville Luckett och Roberson inte längre ha samma manager då de tyckte att han delade ut gruppens vinster oproportionerligt och favoriserade Knowles och Rowland. Problemen inom gruppen gav sig till känna när Williams och Franklin sågs i videon för singeln "Say My Name" vilket antydde att originalmedlemmarna redan bytts ut. Franklin lämnade gruppen efter bara fem månader vilket gav sig till känna under PR-besök och scenuppträdanden. Den nyblivna trion spelade in "Independent Women Part I" vilken inkluderades på soundtrackalbumet till filmen Charlies änglar. Låten blev gruppens största hit som toppade Billboard Hot 100 i elva veckor och cementerade gruppens nya utseende.
Senare samma år, medan Destiny's Child färdigställde sitt tredje studioalbum Survivor, var Rowland gästartist på Avants singel "Separated" som nådde förstaplatsen på amerikanska R&B-listan. Innehållet i Survivor speglade den turbulenta tid som bandmedlemmarna upplevt. Huvudsingeln med samma namn var en respons till splittringen med Luckett Roberson. Låten vann en Grammy Award i kategorin "Best R&B Performance by a Duo or Group with Vocals". Låtens text fick Luckett och Roberson att lämna in en stämningsansökan. Efter en utdragen process avslutades ärendet i juni 2002. Survivor gavs ut i maj och debuterade på förstaplatsen på Billboard 200 med en försäljning på 663.000 exemplar. Fram till oktober 2003 hade skivan sålts i tolv miljoner exemplar internationellt. Albumet innehöll ytterligare hits så som topp-noteringen "Bootylicious". Efter utgivningen av remixalbumet This Is the Remix (2002) meddelade gruppen att de tänkte göra ett uppehåll för att satsa på solokarriärer.

### 2002–06:Simply Deep, skådespelardebut ochDestiny Fulfilled

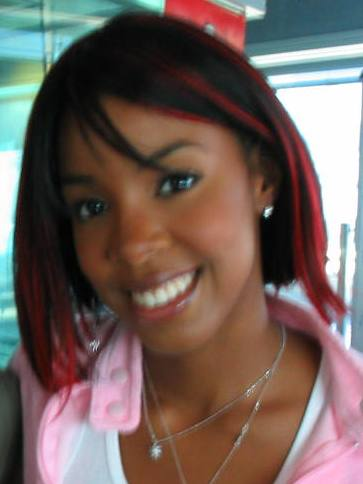
Rowland i maj, 2003

År 2002 samarbetade Rowland med rapparen Nelly på låten "Dilemma" från hans skiva Nellyville. Sångerskan framförde produktionens bryggor och melodier. Låten gavs ut som den andra singeln från skivan och blev snabbt en av årets framgångsrikaste musiksinglar som toppade listor i Australien, Belgien, Irland, Nederländerna, Storbritannien och USA. Utgivningen etablerade Rowland som soloartist och vann en Grammy Award i kategorin "Best Rap/Sung Collaboration". Rowlands debutalbum, Simply Deep, var från början tänkt att ges ut år 2003 men efter framgångarna från samarbetet med Nelly ville fick sångerskans skivbolag skynda på processen. Rowland färdigställde albumet på tre veckor. Skivan innehöll en blandning av alternativ rockmusik, pop och R&B. Anställda producenter var Mark J. Feist, Big Bert och Rich Harrison. Sångerskans nära vän, artisten Brandy, bidrog med bakgrundssång tillsammans med Beyonces yngre syster Solange Knowles. Rowland beskrev låtarna på skivan som en "konstig blandning av lite Sade och lite rock".
Simply Deep gavs ut i USA under oktober 2002 och internationellt 2003. Albumet debuterade på plats 12 på Billboard 200 med en första veckas försäljning på 77 000 exemplar. Rowlands debut guldbelönades av RIAA och hade fram till 2007 sålts i 602 000 exemplar i USA. Internationellt rönte albumet ännu större framgångar och toppade Storbritanniens singellista och guldbelönades i Australien, Kanada och Nya Zeeland. Ett år efter den internationella debuten had skivan sålts i 2,5 miljoner exemplar. Journalisten Caroline Sullivan från The Guardian skrev; "Tack vare den oemotståndliga 'Dilemma' som praktiskt taget tog av sig sina egna kläder, är Destiny's Childs Kelly Rowland inte längre bara en bakgrundssångare till Beyoncé Knowles." Skivan innehöll tre singlar. "Stole", en rockpop-influerad midtempo-låt och att förlora en anhörig gavs ut som skivans huvudsingel och blev en internationell topp-tio hit som nådde andraplatserna i Australien och Storbritannien. I USA misslyckades singeln att nå samma framgångar som "Dilemma" utan nådde topp-trettio. Skivans andra singel, upptempo-spåret "Can't Nobody" nådde lägre i USA än sin föregångare men klättrade till topp-tjugo i Australien och andra områden i Europa. I Storbritannien blev singeln en ytterligare topp fem-notering för Rowland. Skivans tredje och sista singel blev "Train on a Track" som inkluderades på soundtrackalbumet till den romantiska komedin Maid in Manhattan. Låten såldes dessvärre aldrig i stort antal förutom i Storbritannien där den blev sångerskans fjärde topp tjugo-notering på rad.
Efter att ha haft småroller i TV-serier som The Hughleys och Eve gjorde Rowland sin biodebut i rysaren Freddy vs. Jason, regisserad av Ronny Yu. Sångerskan hade en av de kvinnliga huvudrollerna som porträtterade Kia Waterson, bästa vännen till Lori Campbell spelad av Monica Keena. Filmen mottogs med generellt blandad kritik men toppade försäljningslistan med en inkomst på 36,4 miljoner dollar under första veckan efter premiären i USA. Filmen hade en budget på 25 miljoner och blev en finansiell succé med en internationell inkomst på 114,3 miljoner dollar. En tid senare fick hon huvudrollen i den romantiska komedin The Seat Filler och spelade mot Duane Martin och Shemar Moore. Filmen regisserades av Will Smith och Jada Pinkett Smith nådde plats 18 på biotopplistan. Efter en tid hade biljettförsäljningen kommit upp i 10,2 miljoner dollar i USA och 18 miljoner dollar internationellt. I filmen spelade Rowland en popstjärna som blir kär i en främling under en prisceremoni, hon misstar honom för en välbetald kändisadvokat. Released to a limited number of festivals only, the film went straight to DVD in 2006.
Efter tre år återförenades Destiny's Child med deras sista studioalbum Destiny Fulfilled som gavs ut i november 2004. Skivan nådde andraplatsen på Billboard 200 och framhävde singlarna "Lose My Breath", "Soldier", "Girl" och "Cater 2 U". För att marknadsföra albumet åkte trion på en världsturné; Destiny Fulfilled ... And Lovin' It som startade i april och avslutades i september samma år. Gruppen avslöjade att de skulle splittras efter de sista nordamerikanska showerna. I oktober 2005 gav gruppen ut ett samlingsalbum; #1's, som innehöll deras framgångsrikaste singlar samt tre nya låtar. I september, 2005, var Rowland gästartist på Trinas låt "Here We Go". Låten gavs ut som den andra singeln från hennes album Glamorest Life och nådde plats 17 på Billboard Hot 100. Internationellt nådde samarbetet topp tjugo i Finland, Nya Zeeland och Storbritannien. I mars 2006 belönades Destiny's Child med en stjärna på Hollywood Walk of Fame. De erkändes även som en av världens bäst säljande tjejgrupper genom tiderna.

### 2007–09:Ms. Kellyoch byte av skivbolag

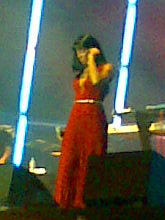
Rowland uppträder under hennes turné Ms. Kelly Tour, 2007.

Sedan 2004 hade Rowland arbetat på en uppföljare till Simply Deep. Några tidiga låtar, som den Bryan Michael Cox-producerade "Bad Habbit", användes på Destiny's Childs Destiny Fulfilled (2004) och Destiny's Child: Live in Atlanta (2006). Under början av arbetet gick skivan under titeln My Story. Rowland arbetade med en rad välkända samtida R&B-kompositörer och artister så som Big Tank, Patrick "J. Que" Smith, Rich Harrison, Rodney Jerkins och Robin Thicke. De kvinnliga rapparna Remy Ma och Shawnna var gästartister på två respektive spår. Rowland var beslutsam om att undvika en "skyndsam" arbetsprocess som på föregående album. Sångerskan hade istället en större roll bakom skapandet. Hon skrev majoriteten av spåren och hjälpte även till med kompositionen. I en intervju sade hon; "Jag skrev många låtar till den här skivan. De är verkligen från mig till mina fans. Det är mera R&B som definitivt har en feel-good vibe." Några månade innan utgivningen av My Story kom sångerskan underfund med att skivan faktiskt inte var vad hon, till en början, hade föreställt sig. Därför bad hon skivbolaget att skjuta fram utgivningen för att få omarbeta vissa av delarna. "Det var typ en lista med låtar som jag hade samlat på mig under tre års tid av liv, kärlek och relationer. När jag lyssnade igenom låtarna tänkte jag; 'Det här är för djupt, jag kommer att förlora följare'. Skivan var för full av ballader och midtempo-spår. Jag ville ha något att dansa till också..." Efter en tid konsulterade sångerskan nya producenter som jobbade på nytt material. Rowland samarbetade med Mysto & Pizzi, Sean Garrett, Scott Storch, Polow da Don och Eve. Rowland beslöt sig dessutom att döpa om skivan. "Jag gav verkligen mitt allt i det här projektet. Jag är inte bara glad över att alla kommer att kunna höra musiken, jag ser även framemot att människor får känna mig. Av denna anledning har jag beslutat att döpa om albumet till Ms. Kelly. Den titeln handlar om respekt, att vara vuxen och komma i sina egna kläder och min nya musik." Rowland avslöjade att bandmedlemmen Beyoncé Knowles och sångarna Brandy och Whitney Houston alla hade varit stora inspirationer när hon spelat in musiken.

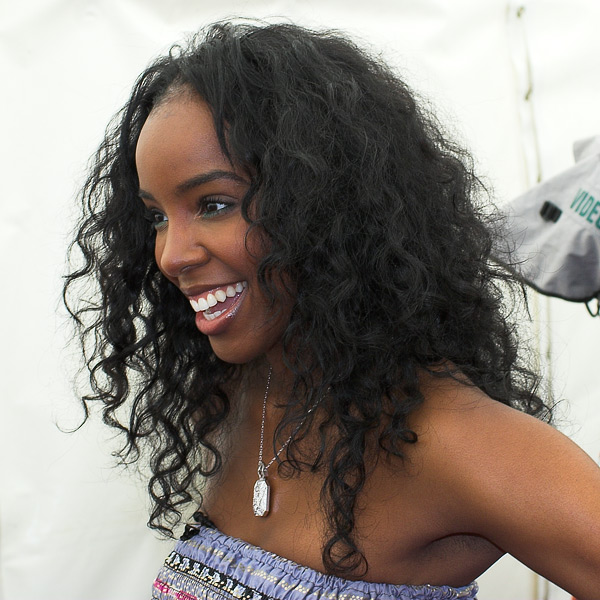
Rowland år 2008.

Ms. Kelly gavs ut i juni, 2007 och blev Rowlands första soloalbum sedan 2002. Första veckan efter utgivning debuterade skivan på plats sex och två på Billboard 200 respektive Top R&B/Hip-Hop Albums. Försäljningen efter första veckan var 86.000 exemplar- nästan tiotusen fler sålda skivor än Simply Deep. Utanför USA misslyckades arbetet att matcha föregångarens framgångar och nådde istället topp-fyrtio på majoriteten av albumlistorna, däribland Storbritannien. Skivans huvudsingel var upptempo-spåret "Like This" som producerades av Polow da Don och gästades av Eve. Låten, en hyllning till sångerskans egna val att göra en klubb-låt, nådde topp-tio i Irland och Storbritannien samt topp-tjugo i Australien och Nya Zeeland. "Comeback", "Ghetto" och "Work" gavs alla ut som singlar. Medan den förstnämnda aldrig tog sig in på några topplistor- och "Ghetto" enbart nådde de nedre regionerna på singellistorna i USA- blev "Work" en ytterligare topp-tio notering i Europa. Låten nådde topp-tio i Australien, Nya Zeeland, Frankrike, Italien, Schweiz och Storbritannien. År 2008 gav Kelly Rowland ut två EP-skivor; Ms. Kelly: Diva Deluxe och Ms. Kelly: Digital Ep. Den sistnämnda innehöll remixversioner av albumspåren medan den första hade tidigare outgivet material från inspelningarna till Ms. Kelly, däribland hennes cover av Bobby Womacks "Daylight". Låten var tänkt att ges ut som skivans huvudsingel och var ett samarbete med rapparen Travie McCoy (från den alternativa rapp-gruppen Gym Class Heroes) Låten nådde topp-tjugo i Storbritannien. Rowlands andra studioalbum återutgavs senare med låtarna från EP:n. Fram till april, 2008, hade Ms. Kelly sålts i 1,2 miljoner exemplar internationellt. Samtidigt gav hon ut sin första Live-DVD vid namn BET Presents Kelly Rowland. DVD:n bestod av en video där Rowland berättar om innehållet i Ms. Kelly, hennes tid i Destiny's Child, hennes kändisskap och solokarriär samt musikvideor från hennes första album.

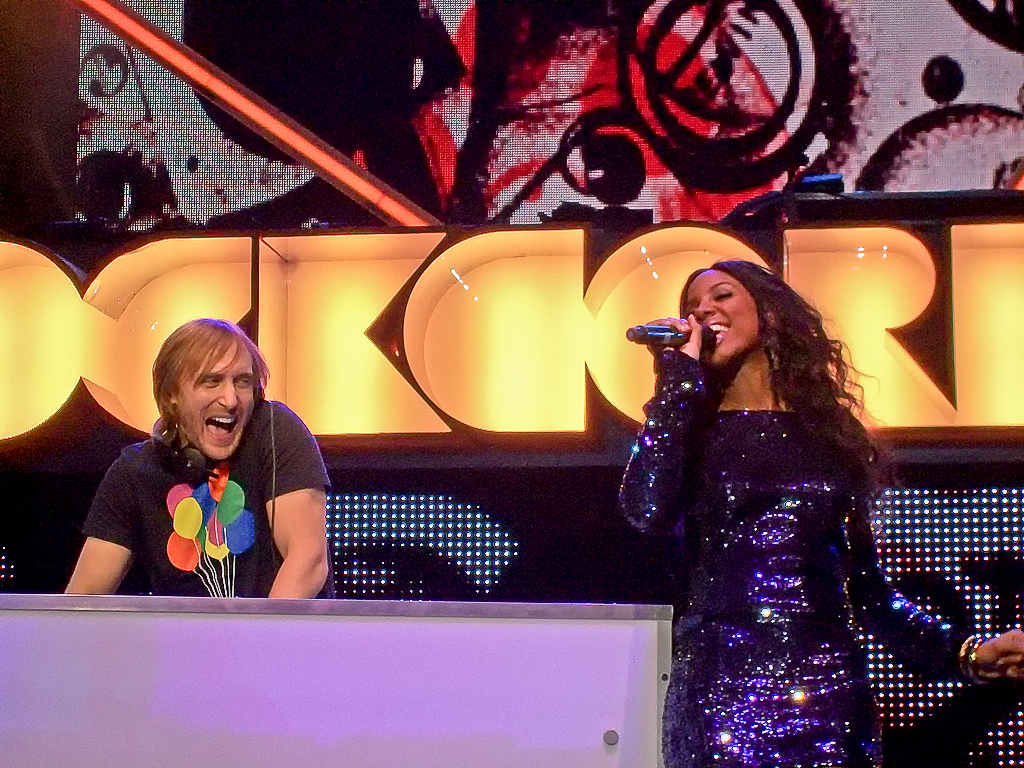
David Guetta och Rowland uppträder vid Orange Rockcorps i London, Storbritannien.

År 2009 var Rowland gästartist på den italienska sångaren Tiziano Ferros singel "Breathe Gentle" som gavs ut den 20 februari 2009. Samarbetet nådde topp-tio i Nederländerna. Under samma period meddelades det att Rowland och hennes manager Mathew Knowles hade avslutat deras kontrakt. Via ett pressmeddelande sade hon; Mathew Knowles har varit något positivt i min karriär. Jag har nått stora framgångar tack vare honom. Både i Destiny's Child och som soloartist. Trots att vi har valt att avsluta vårt professionella samarbete så kommer familjen Knowles och Music World Entertainment-teamet att vara en del av min familj." Den 31 mars, 2009, meddelades att Rowland även lämnat sitt skivbolag, Columbia Records, efter 13 år. Sångerskan förklarade att hon ville "utforska nya vägar, nya utmaningar och våga vara utanför gränserna". I en senare intervju med Entertainment Weekly avslöjade Rowland att det inte var hon som ville lämna skivbolaget. Sångerskans kontrakt avslutades i samband med att hennes Ms. Kelly-album inte sågs som en kommersiell vinst.
I april, 2009, var Rowland gästartist på David Guettas låt "When Love Takes Over", den första singeln från hans album One Love (2009). Låten blev en kommersiell succé som nådde förstaplatsen i flera länder, däribland Storbritannien, Irland, Italien och Schweiz. "When Love Takes Over" mottog en Grammy-nominering i kategorin "Best Dance Recording". I oktober, samma år, antog media att låtens framgångar hade fått Rowland att överväga ett kontrakt med EMI Music. Det var inte förrän i maj, 2010, som dessa spekulationer avfärdades efter att Rowland meddelade att hon skrivit på för Universal Motown Records. Det var medan Rowland var i inspelningsstudion med Guetta som hon uppmärksammades av Universals skivbolagschef Sylvia Rhone (tidigare mentor till R&B-sångaren Tamia). Om valet att skriva på för Rhones skivbolag sa sångerskan; "Dom har verkligen omfamnat mig och gett mig en säker framtid. Efter en tids funderingar har jag beslutat mig att tacka ja till Universal. Inte bara för deras meriter utan för att de verkligen låter artisterna gå före politik.

### 2010–12:Here I Am,X FactorochThink Like a Man
År 2010 gav Rowland ut singeln "Everywhere You Go" som gästades av flera Afrikanska artister under namnet Rhythm of Africa. Låten spelades in som en av de officiella låtarna för VM i fotboll 2010. Rowland fortsatte sina internationella live-spelningar under 2010. Hon besökte Australien och uppträdde på Sydney Gay and Lesbian Mardi Gras tillsammans med George Michael den 7 mars. "Commander", med David Guetta som gästartist, gavs ut som den första singeln från Rowlands tredje studioalbum Here I Am, den 17 maj, 2010. Vid utgivningen mottogs låten med positiva recensioner av kritiker som prisade spårets dansinfluenser. I Storbritannien toppade låten UK Dance Chart och blev en topp-tio notering på landets officiella singellista UK Singles Chart. Utan någon officiell utgivning i USA klättrade låten till förstaplatsen på Billboards danslista Hot Dance Club Songs. I USA gavs "Rose Colored Glasses" och "Grown Woman" ut som skivans pop- respektive R&B-huvudsinglar. Båda låtarna misslyckades att ta sig till några högre listpositioner och uteslöts därför från innehållsförteckningen på Here I Am. Efter en tid meddelades att Rowland omarbetade projektet och spelade in flera nya låtar, däribland en ny huvudsingel. I samma tidpunkt gav sångerskan ut sitt första samlingsalbum, Work: The Best of Kelly Rowland, som innehöll singlar och albumspår från Simply Deep och Miss. Kelly Deluxe. I april, 2011, hade en ny låt premiär. "Motivation", med rapparen Lil Wayne, ersatte de tidigare huvudsinglarna. Låten nådde plats 17 på Billboard Hot 100 och förstaplatsen på R&B-listan Hot R&B/Hip-Hop Songs. Singeln platinabelönades av RIAA och blev Rowlands framgångsrikaste musiksingel som soloartist. Låten mottog en Soul Train Music Award i kategorin "Song of the Year" och en Billboard Music Award för "Top R&B Song". Den mottog även en Grammy-nominering i kategorin "Best Rap/Sung Collaboration".

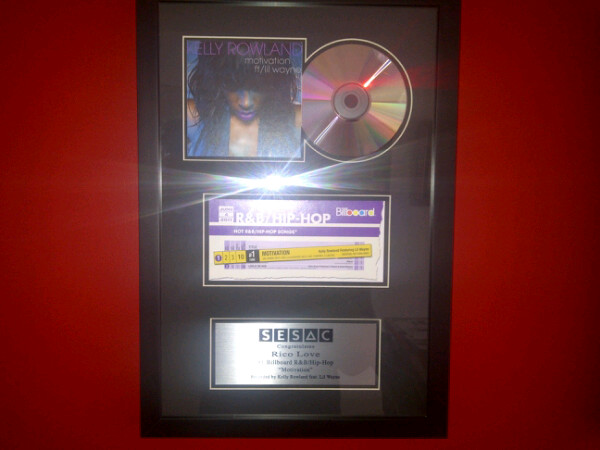
"Motivation" platinabelönades av RIAA och blev sångerskans framgångsrikaste singelutgivning sedan "Dilemma" (2002).

Samtidigt framgångarna med "Motivation" samarbetade Kelly Rowland med en rad artister. Hon lånade sin röst till refrängen på rapparen Tinie Tempahs singel "Invincible" från hans album Disc-Overy (2010). Låten nådde plats elva på brittiska singellistan. Hon återförenades även med Nelly på hans singel "Gone" och kunde höras på Alex Gaudinos "What a Feeling". Efter flera förseningar gavs Here I Am ut i USA den 26 juli 2011. Skivan debuterade på plats tre på Billboard 200 och på förstaplatsen på Top R&B/Hip-Hop Albums med en första veckas försäljning på 77.000 exemplar. Dessa positioner blev Rowlands högsta noteringar på albumlistorna i karriären. Fram till december, 2011, hade Here I Am sålts i 178.000 exemplar i USA. Ytterligare två singlar, "Lay It on Me" och "Down for Whatever", gavs ut från skivan. Den sistnämnda blev en topp-tio hit i Storbritannien. I augusti, 2011, meddelades att Rowland blivit talesperson för Sean Combs' parfym Empress. I oktober släpptes hennes andra samlingsalbum Playlist: the Very Best of Kelly Rowland, vilka inkluderade några av hennes populäraste låtar så som "Dilemma" och "When Love Takes Over". Under slutet av året blev hon talesperson för urmakarna TW Steel.
Under sommaren 2011 bekräftades det att Rowland skulle bli en av domarna i den åttonde säsongen av den brittiska talangtävlingen The X Factor. Samtidigt fick hon en av rollerna i filmen Think Like a Man (2012) där Keri Hilson, Chris Brown och Gabrielle Union också hade roller. I april, 2012, meddelades det att Rowland hade lämnat The X Factor på grund av krockar mellan inspelningen av serien och sångerskans schema. Rowland fick priset "Ultimate TV Personality" vid galan Cosmopolitan Ultimate Women of the Year Award och "TV Personality of the Year" under ceremonin Glamour Women of the Years Awards. I augusti, 2012, blev hon domare i den första säsongen av den Australiensiska talangtävlingen Everybody Dance Now. Dessvärre blev serien kortlivad på grund av låga tittarsiffror.

### 2013–framåt: Fjärde studioalbum

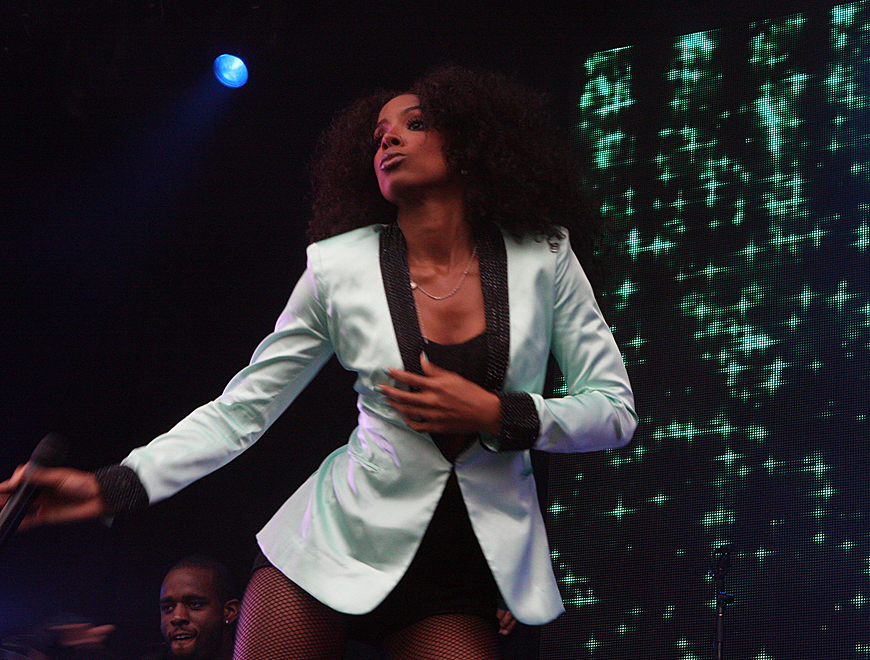
Rowland uppträder under en konsert i Australien.

Den 29 januari 2013, släppte Destiny's Child ett samlingsalbum med namnet Love Songs. Skivan innehöll några av gruppens mest romantiska låtar och ett helt nytt spår, "Nuclear", som skrevs av Michelle Williams. Rowlands solospår "Heaven" från Simply Deep (2002) inkluderades även i samlingen. Rowland och Williams uppträdde tillsammans med Knowles den 3 februari, under hennes Super Bowl XLVII halftime show. Gruppen framförde "Bootylicious", "Independent Women" och Knowles' "Single Ladies (Put a Ring on It)".
Sedan augusti, föregående år, har Rowland arbetat på sitt fjärde studioalbum Talk a Good Game. En marknadsföringssingel, "Ice" (med Lil Wayne), släpptes under samma år och nådde plats 24 på amerikanska R&B-listan och plats 25 på Sydkoreas Gaon Chart. Talk a Good Game blir Rowlands första album att ges ut under Republic Records efter Universal Music Groups val att lägga ner Universal Motown och Universal Republic för att istället återuppliva Motown Records and Republic Records. Låten "Kisses Down Low" från samma skiva hade premiär den 1 februari 2013.

## Artisteri

### Röst och musik
Rowland kan klassas som en mezzo-soprano och hennes musik är en blandning av flera genrer, bland annat samtida R&B, pop, hiphop, soul, rock och dans. Hennes solodebut Simply Deep (2002) hade ett alternativt rock-sound medan hennes andra försök; Ms. Kelly (2007) innehöll mera urban musik. I en intervju med The Independent erkände Rowland att hon kämpat med att hitta "sitt eget sound" på de första två skivorna. "Jag befann mig i en fas med mina första två projekt där jag inte visste vad som passade mig. Jag funderade på rock något som skivbolaget tyckte var en bra ide, så jag testade det. På Ms. Kelly sjöng jag låtar som hade ett mera urbant sound." Hennes tredje studioalbum Here I Am bestod av en R&B och popblandning med subtila inslag av dans. Rowland berättade att hennes möte med den franska kompositören David Guetta hade inspirerat henne att spela in dansmusik (kunde höras på styckena "When Love Takes Over", "Forever and a Day" och "Down for Whatever"). Under produktionen till skivan sa Rowland att anledningen till det nya soundet var hennes strävan att göra något annorlunda. "Jag visste att jag inte skulle låta mig skrämmas och jag tänkte inte låta andras åsikter stå ivägen för att prova något nytt.
| ”                                                                  | Folk frågar mig alltid 'Varför gör du inte mera R&B-musik?' eller 'Varför gör du inte mera dansmusik?'. Det är frågor som jag alltid har i huvudet men inte ser Mall:Ej stavfek samma sätt som mina fans. Jag är en artist. Jag älskar musik och det spelar inte någon roll vilken genre det är. För mig handlar det mer om vad jag får för känslor istället för att 'nu gör jag R&B', 'nu gör jag dansmusik', 'nu gör jag det här och det här...' Jag gillar inte att stänga in mig så eller kategorisera mig. Jag är bara en artist. Jag tror det är viktigt att bara släppa loss och älska musik. Det spelar ingen roll vilken genre eller stil det är. Självklart vore jag inte här om det inte var för R&B, mina urbana rötter är djupt rotade. Jag gillar bara att experimentera och just dansmusik har gett mig stora framgångar. Jag är väldigt tacksam för både mina R&B- och dans-fans samt dem som upptäcker min musik allteftersom. | „ |
| – Kelly Rowland besvarar en fråga från ett fan i VEVO:s Ask:Reply. | |   |

Det mesta av textinnehållet i Simply Deep (2002) handlar om kärlek och livserfarenheter, speciellt i låtar som "Dilemma", i vilken hon uttrycker sin ändlösa kärlek till sin partner och "Stole", i vilken hon sjunger en känsloladdad berättelse om skolmassakrer och självmord. I Ms. Kelly (2007) handlar låtarna om relationsproblem som exempelvis i spåren "Still in Love with My Ex", "Flashback", "Love", "Better Without You" och "Gotsta Go (Part I)". Alex Macpherson vid The Guardian misstänkte att låtarna eventuellt kunde handla om hennes relation med ex-pojkvännen Roy Williams. Here I Am (2011) handlade mestadels om kvinnlighet, sexuell intimitet och kärlek. Några av hennes andra låtar som "Work", "I'm Dat Chick" och "Work It Man" har jämförts med Beyoncé Knowles' musik.

### Influenser

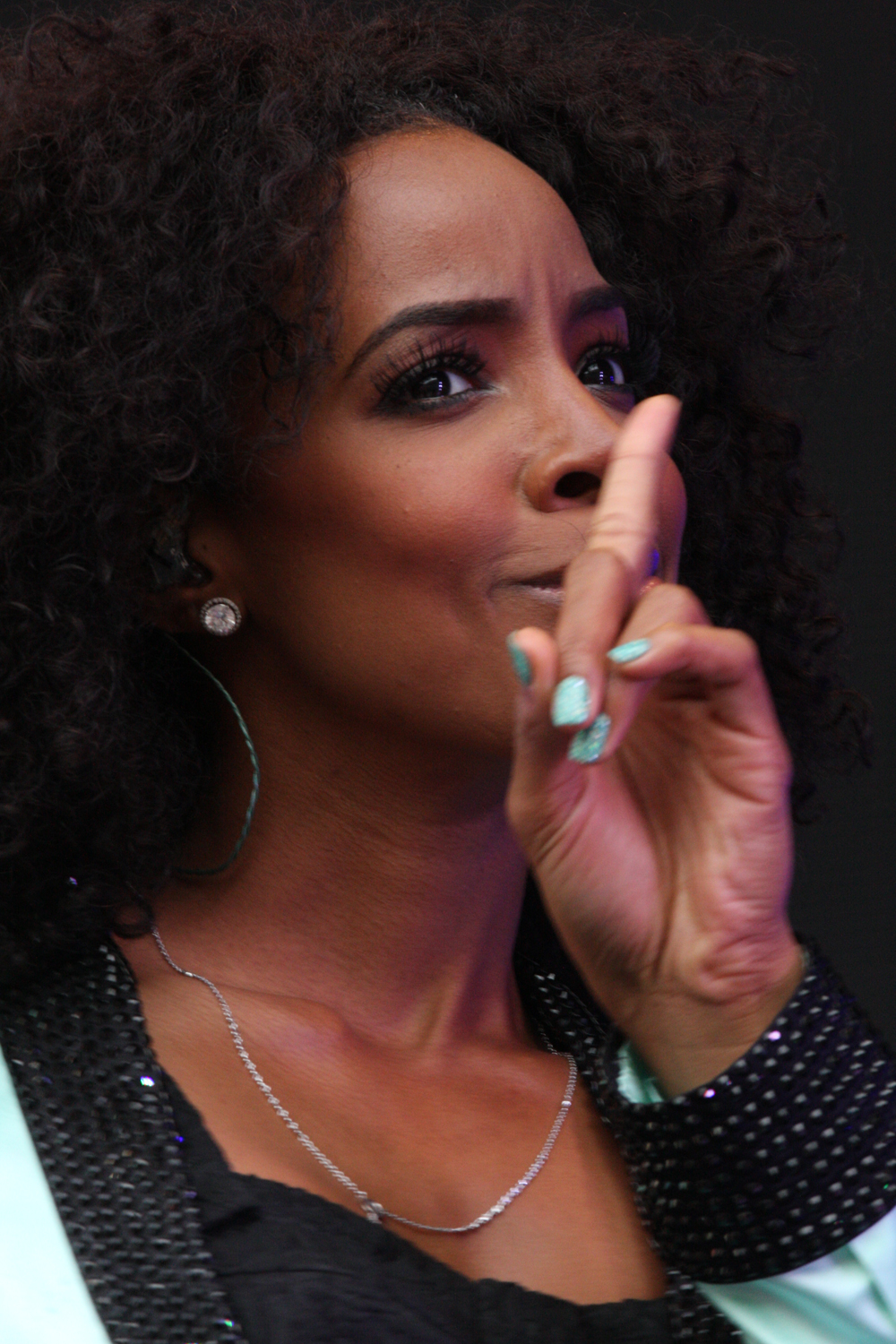
Rowland uppträder i Australien som huvudnummer under konserten Supafest Tour 2012.

Rowlands största musikaliska inspiratörer är Whitney Houston och Janet Jackson. Efter Houstons död sa Rowland; "Jag är mer än förkrossad. Whitney Houston var utan tvekan en av världens bästa sångare och underhållare och hon har påverkat mig mycket. Hon omfamnade mig med kärlek, uppmuntran och kraft när jag började min karriär i Destiny's Child." I en annan intervju fortsatte hon att tala om sin beundran av Houston; "Ingen är perfekt men hon är så nära! Hon är den kvinnliga versionen av gud. Hon inspirerar mig att arbeta hårt och ge tillbaka till mina fans". Hon har även inspirerats av Beyoncé, Sade, Martin Luther King Jr., Donna Summer, Diana Ross, Oprah Winfrey och Brandy. I en annan intervju avslöjade Rowland att hennes vistelse i Miami influerat hennes stil, mognad och musik. Utseendevis anser sångerskan att hennes mormor, Halle Berry, Jennifer Lopez, Beyoncé och Oprah varit hennes stilikoner.

### Image
Destiny's Child jämfördes med den amerikanska tjejgruppen The Supremes vilka var verksamma under 1960-talet. Knowles jämfördes med Diana Ross medan Rowland, mera i bakgrunden, ansågs ha samma roll som Mary Wilson, The Supremes andra huvudsångare. I en intervju berättade Wilson om sin roll som gruppens andra huvudsångare och ansåg att Rowland var i "samma situation som hennes själv." Om möjligheten att bli soloartist sade hon; "Det är väldigt svårt. Men det kan gå. Du måste verkligen kämpa hårt och ge allt för att det ska fungera." Rowland uppträdde tillsammans med Wilson och Cindy Birdsong vid Motowns 45-årsjubileum år 2004. Efter framgångarna med hennes singlar "Dilemma" och "Stole" och albumet Simply Deep skrev musikkritiker att Rowland hade utvecklats till en egen artist, som inte förknippades med Beyonce. I de tre första skivorna från Destinys Child sjöng Rowland ofta soloverser och bryggorna i många låtar (exempelvis i hitsen "Bills, Bills, Bills", "Independent Woman", "Survivor" och "Bootylicious"). Ibland även refränger ("Say My Name") och ibland harmoniserade hon Knowles ("No, No, No" och "Jumpin' Jumpin'"). I gruppens sista album,  Destiny Fulfilled , framförde hon större delar av låtarna än tidigare. Med hennes senare soloalbum fick Rowland en mer vuxen och provokativ image. Många av låtarna handlade om kvinnlig styrka, kärlek och sex. Hon experimenterade med olika genrer och visade på en varierad diskografi som på senare tid rörde sig bort från R&B och mot europeisk dansmusik.

## Filantropi
Rowland och familjen Knowles grundade organisationen The Survivor Foundation för att hjälpa nödställda och hemlösa efter Orkanen Katrina. Parallellt med den nya organisationen fortsatte arbetet med The Knowles-Rowland Center for Youth, en organisation riktat mot unga i Houstons stadskärna. Under samma år samarbetade Rowland och Knowles med Kitten K. Sera på låten "All That I'm Lookin for". Stycket inkluderades på skivan The Katrina CD vars vinster gick till välgörenhetsorganisationen Recording Artists for Hope. Under slutet av året gick Rowland samman med andra artister som P!nk och Avril Lavigne i syfte att marknadsföra kampanjen ALDO Fights AIDS. År 2007 såldes Goody-produkter, signerade av henne själv, Jessica Simpson och skådespelarna från TV-serien Grey's Anatomy på eBay. Pengarna från försäljningen gick till att öka medvetenheten om bröstcancer. Hon gick även samman med Kanye West, Nelly Furtado och Snoop Dogg som tillsammans designade Nike-sneakers som också såldes på eBay. Pengarna från vinsten gick till att öka medvetenheten om Aids.

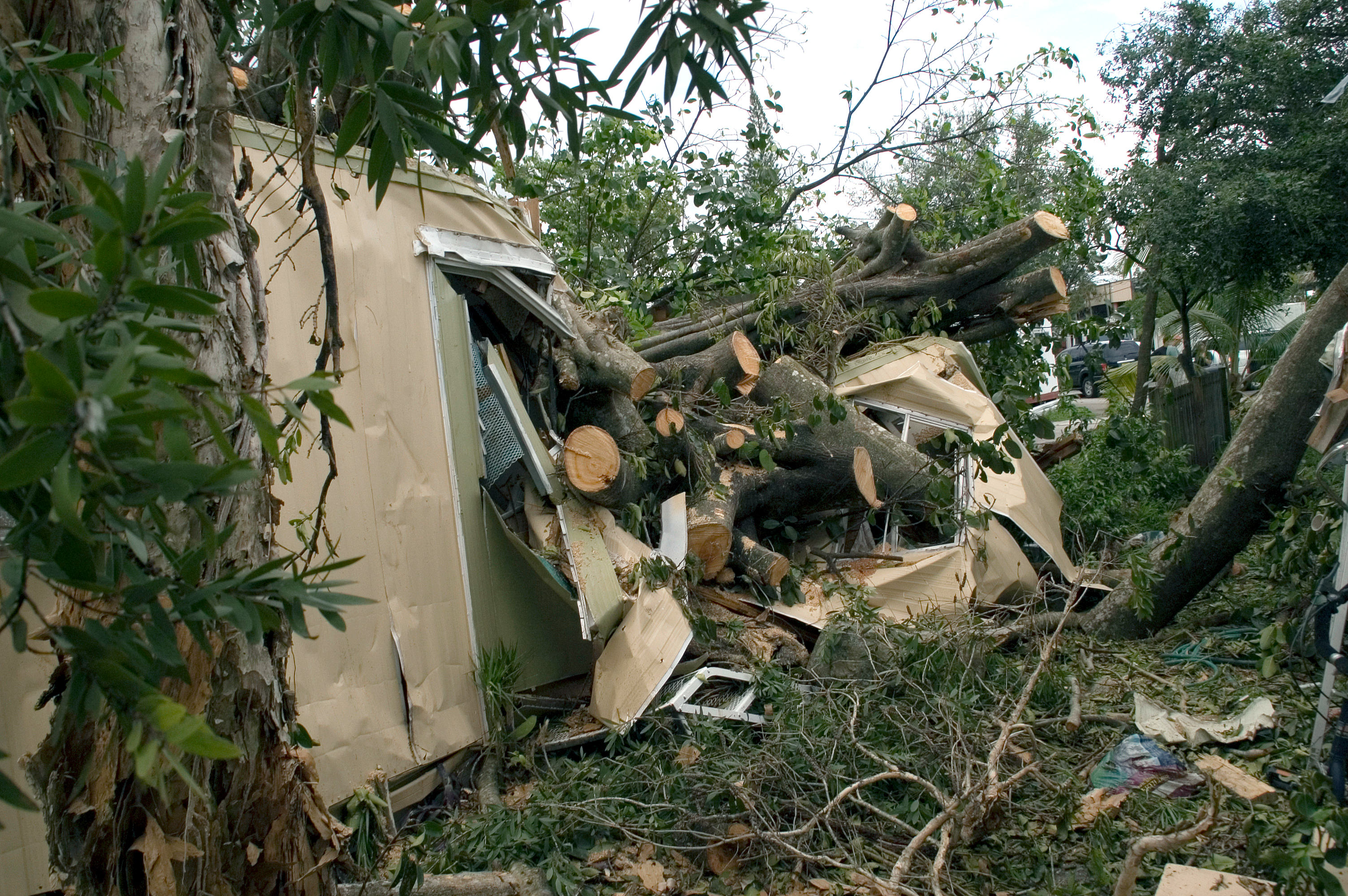
Skadorna efter Orkanen Katrina.

År 2008 blev Rowland officiell ambassadör för MTV:s Staying Alive Foundation, vars syfte var att minska diskrimineringen av HIV och AIDS offer. Hon besökte projekt i Tanzania och Kenya för att marknadsföra organisationen och tog själv tester för att öka medvetenheten. In March 2009, she spearheaded a bone marrow drive.
År 2009 gick sångerskan samman med Serve.MTV.com, MTV:s plattform för att skapa möjligheter för unga att utföra volontärarbeten i en rad reklamfilmer på TV. Allt från att bekämpa hemlöshet till att rädda valar ingick i reklamkampanjen. Rowland, Cameron Diaz, will.i.am och Sean Kingston diskuterade anledningarna till att de valde att göra projektet hört och uppmanade unga och deras närstående att göra volontärarbete till en del av deras livsstil. Samma år skapade Rowland, Alesha Dixon och Pixie Lott T-shirts för River Island vars syfte var att förändra utsatta ungas liv. I mars, 2010, grundade sångerskan en egen organisation; I Heart My Girlfriends. Enligt Rowlands egna hemsida fokuserade välgörenheten på att exempelvis öka självkänsla, undvika misshandel i relationer, olika sporter och vikten av en fullständig utbildning. Den 26 april besökte hon välgörenhets-evenemanget Grand Ballroom's "City of Hope — Spirit of Life Awards".

## Diskografi
- Simply Deep (2002)
- Ms. Kelly (2007)
- Here I Am (2011)

## Filmografi
- Freddie Vs Jason (2003)
- The Seat Filler (2004)
- Think Like a Man (2012)
- The Goree Girls (2013)

## Turnéer
- Simply Deeper Tour (2003)
- Ms. Kelly Tour (2007)